# Вениамин (Федченков)
Митрополи́т Вениами́н (в миру Ива́н Афана́сьевич Фе́дченков; 2 [14] сентября 1880, село Вяжля (Ильинка), Кирсановский уезд, Тамбовская губерния — 4 октября 1961, Псково-Печерский монастырь) — епископ Русской церкви; с 22 ноября 1933 года экзарх Московской Патриархии в Америке, архиепископ (с 14 июля 1938 года митрополит) Алеутский и Северо-Американский; с 1948 года в СССР (управлял различными кафедрами); духовный писатель.

## Биография

### Семья
Отец — Афанасий Иванович Федченков (около 1850 — 28 октября 1918) — из семьи безземельных крепостных крестьян Ивана Ильича и Натальи в имении помещиков Баратынских в Смоленской губернии. В подростковом возрасте был, как хороший писец, отправлен Баратынскими в принадлежавшее им поместье в Тамбовской губернии, где в дальнейшем служил конторщиком.
Мать — Наталия Николаевна (около 1858—1864 — 29 декабря 1928), урождённая Оржевская. Дочь диакона Николая Васильевича, отец которого также был диаконом. Мать Наталии Николаевны, Надежда Васильевна — дочь диакона, служившего в приходе, соседнем с приходом отца Василия Оржевского.
Семья — отец, мать, шестеро детей и бабушка Надежда Васильевна — жила бедно, порой находясь на грани нищеты, но владыка впоследствии вспоминал детство как один из самых ярких и радостных периодов своей жизни. Обстановка в семье была доброжелательной; стараниями родителей, в первую очередь — матери, доходившей до полного самоотречения, трое детей, в том числе Иван, получили высшее образование, трое других — среднее.

### Дество
В младенчестве заболел воспалением лёгким и был на грани смерти, однако мать дала обет, что сходит пешком к мощам святителя Митрофана Воронежском и ребёнок выздоровел. Во время паломничества к мощам один монах предсказал, что он будет святителем.

### Образование
Окончил земскую школу и в 1891 году поступил в уездное училище города Кирсанова. Не закончив последнего года обучения, в 1893 году сдал экзамены в Духовное училище города Тамбова, которое окончил в 1897 году. Окончил Тамбовскую духовную семинарию (1903) и Санкт-Петербургскую духовную академию со степенью кандидата богословия, профессорский стипендиат по кафедре библейской истории (1907).
В студенческие годы был среди почитателей мистического друга императорской семьи Мити Козельского.

### Иноческий постриг и рукоположение
26 ноября 1907 года пострижен в монашество с наречением имени Вениамин в честь священномученика диакона Вениамина Персидского. Пострижение совершил духовник будущего митрополита, инспектор Академии архимандрит Феофан (Быстров):769, 779, 780.
3 декабря 1907 года рукоположён во иеродиакона епископом Ямбургским Сергием (Тихомировым), а 10 декабря в Троицком соборе Александро-Невской лавры рукоположён во иеромонаха митрополитом Антонием (Вадковским).
В 1904—1908 годах трижды встречался со св. прав. Иоанном Кронштадтским и один раз сослужил ему на Литургии.
В 1909 году назначен секретарём архиепископа Сергия (Страгородского) и награждён наперсным крестом, служил на Ярославском синодальном подворье в Санкт-Петербурге.
С 1910 года также исполнял обязанности доцента Санкт-Петербургской духовной академии по кафедре пастырского богословия, гомилетики и аскетики.
В 1911 году назначен инспектором Санкт-Петербургской духовной семинарии, в декабре того же года — ректором Таврической духовной семинарии:342
26 декабря 1911 года архиепископом Сергием (Страгородским) в Выборге возведён в сан архимандрита.
С 1912 года председатель Таврических епархиальных училищного совета и миссионерского комитета, редактор «Таврических епархиальных ведомостей», награждён орденом Св. Анны 2-й степени.
26 августа 1913 года назначен ректором Тверской духовной семинарии и пробыл на этом посту до 1917 года включительно:342. Член Тверского епархиального миссионерского совета и Православного братства Св. блгв. кн. Михаила Ярославича.

### 1917—1920 годы. Белое движение
Член Собора по избранию как клирик от Тверской епархии, участвовал в 1-2-й сессиях, член Комиссии о гонениях на Православную Церковь, II, III, VIII, XIII отделов.
10 сентября 1917 года преподавательской корпорацией Таврической духовной семинарии избран на должность ректора семинарии на конкурсной основе из десяти претендентов.
В 1918 году член Всеукраинского православного церковного собора, выступал против церковного сепаратизма.
10 (23) февраля 1919 года в Покровском соборе Севастополя хиротонисан во епископа Севастопольского, викария Таврической епархии. Хиротонию совершил архиепископ Димитрий (Абашидзе), которому сослужили, среди других лиц, епископы Челябинский и Троицкий Гавриил (Чепур), Мстиславский Варлаам (Ряшенцев), Камчатский Нестор (Анисимов).
Провёл в качестве председателя 4 (17) марта 1919 года первое заседание Таврического православного религиозно-философского кружка (возобновлённого общества), в дальнейшем неоднократно выступал на его заседаниях с докладами.
После восстановления советской власти в Крыму владыка был арестован в июне 1919 года и содержался в камере Севастопольской ЧК. Формальным предлогом к аресту послужила обнаруженная у епископа Вениамина фотография умершего от сыпного тифа офицера, личного друга владыки. После восьми дней ареста и допроса епископ Вениамин был освобождён из заключения. После оставления Крыма Красной армией двое сотрудников Севастопольской ЧК, в том числе проводивший допрос владыки, были арестованы и приговорены к смертной казни. Получив от них письмо с просьбой о заступничестве, епископ Вениамин сумел добиться у коменданта Севастополя генерала Субботина отмены смертной казни. В дальнейшем владыка неоднократно обращался к генералу Петру Врангелю с просьбами о помиловании, пока не был издан специальный указ, запрещающий подобные обращения. Вскоре после занятия белыми Крыма владыка объявил о присоединении к Белому движению.
22 марта (ст. ст.) 1920 года, получив предложение стать главнокомандующим Вооружёнными силами Юга России (ВСЮР), генерал Врангель прибыл в архиерейский дом к епископу Вениамину и присутствовавшему там архиепископу Полтавскому Феофану (Быстрову). Генерал обратился с просьбой высказать мнение, следует ли ему принимать командование. Оба архиерея дали положительный ответ, после чего Врангель принял предложение и был избран главнокомандующим.
25 марта, в Благовещенье, новый Главнокомандующий появился в Морском соборе. Епископ Вениамин приветствовал его крайне воинственной речью:
"Дерзай, вождь! Ты победишь, ибо ты Петр, что значит камень, твердость, опора. Ты победишь, ибо сегодня день Благовещения, что значит надежда, упование. Ты победишь, ибо сегодня храмовой праздник церкви того полка, которым ты командовал в мировую войну".
В конце марта — начале апреля 1920 года владыка принял предложение Врангеля возглавить военное духовенство ВСЮР (с 11 мая 1920 года — Русской армии) и был назначен епископом армии и флота. Таким образом, стал первым более чем за 200 лет и единственным за время Гражданской войны архиереем, официально возглавившим русское воинское духовенство.

Для Церкви и белые, и красные, если только они верующие, одинаково приемлемые, а следовательно, я, работая с белыми, не ухожу от народа.
— Проповедь епископа Вениамина с крыльца Александро-Невского храма, Севастополь, 1920 год.
После Пасхи 29 марта (11 апреля) 1920 года первый раз выехал на фронт для более близкого знакомства с войсками. Увидев моральное состояние войск, владыка определил его как «разложение духа». В докладах Временному высшему церковному управлению на Юго-Востоке России (ВВЦУ ЮВР) и Врангелю после возвращения в Севастополь епископ Вениамин так высказался о белых войсках: «Наша армия героична, но она некрещёная!».
По инициативе епископа Вениамина был подготовлен и предварительно одобрен Врангелем проект указа о запрещении матерной брани в войсках. Однако главнокомандующий так и не утвердил его из-за недовольства подобной мерой высшего офицерского состава Русской армии. Неоднократно выезжал на фронт, в том числе — на передовую, бывал под обстрелом противника.
Под руководством епископа Вениамина издавалась газета «Святая Русь» (редактор — Нил Михайлович Малахов). Проводил работу по оказанию помощи беженцам-священнослужителям и членам их семей. Участвовал в обсуждении готовившегося по указанию Врангеля земельного закона, поддерживая позицию главнокомандующего по аграрному вопросу.
В апреле 1920 года епископ Вениамин указом ВВЦУ был назначен управляющим территорий Черноморской епархии, освобождаемых от большевиков войсками Врангеля.
Постановлением ВВЦУ, в которое входил епископ Вениамин, от 17 июля 1920 года на всей территории, контролируемой войсками генерала Врангеля, были назначены дни покаяния — 12, 13 и 14 сентября 1920 года. В эти дни верующим предписывалось говение и исповедь, в храмах совершались литургии с литией по убиенным и в смуте погибшим, панихиды, молебны Божией Матери, молебны с покаянным каноном Спасителю, чин воздвижения Святого Креста. В церквах зачитывалось подготовленное протоиереем Сергием Булгаковым и одобренное ВВЦУ «Послание к православному русскому народу» с призывом к покаянию и осознанию духовной составляющей происходящих событий и явлений народной жизни: гонений на Православную церковь, отступничества и безразличия к судьбе православных святынь, убийства Николая II и его семьи, братоубийственной войны, жажды лёгкого обогащения. Подписали «Послание к православному русскому народу» архиепископ Димитрий (Абашидзе), архиепископ Феофан (Быстров) и епископ Вениамин (Федченков). Протоиереем Сергием Булгаковым было подготовлено одобренное ВВЦУ «Воззвание к православным русским воинам, в Красной армии находящимся», распространявшееся различными путями, в том числе с аэропланов. В день покаяния 14 сентября по просьбе ВВЦУ и Врангеля в Севастополь была доставлена чудотворная Курская Коренная икона Божией Матери. В дальнейшем икона побывала в других городах Крыма. Владыка Вениамин в собственном вагоне возил её на фронт.
В ноябре 1920 года на линкоре «Генерал Алексеев» вместе с остатками Русской армии и гражданскими беженцами эвакуировался из Крыма. 

### Эмиграция
За годы вынужденной эмиграции посетил Турцию, Грецию, Болгарию, Югославию, Австрию, Венгрию, Чехословакию, Германию, Францию, Великобританию, Швейцарию, США и Канаду.
После прибытия беженцев в Константинополь вошёл в созданный генералом Врангелем «Русский совет». Выступил одним из главных сторонников организации самостоятельной церковной жизни русских беженцев и вошёл в Высшее русское церковное управление на Юго-Востоке России, восстановленное в Константинополе 19 ноября 1920 года на борту парохода «Великий князь Александр Михайлович» (в декабре преобразовано во Временное высшее церковное управление заграницей — ВРЦУЗ).
На одном из заседаний ВРЦУЗ, вопреки намеченному регламенту, председательствующий митрополит Антоний единолично снял с повестки дня подготовленный по поручению ВРЦУЗ митрополитом Платоном (Рождественским) доклад об отношении к инославным христианам; епископ Вениамин заявил протест, что вызвало резкое неприятие митрополита Антония (Храповицкого).

### Русский всезаграничный церковный собор в Сремских Карловцах
Постановлением ВРЦУ был назначен председателем комиссии по подготовке Русского Всезаграничного церковного собора. На нём выступал против превращения Собора в политическое мероприятие и использования панихиды по семье Николая II в политических целях, подписал заявление о невозможности принятия церковным Собором документа политического содержания. Под руководством владыки были подготовлены приветственное обращение к Русской Армии генерала Врангеля и «Основные тезисы обличения лжеучений социализма».
После получения в Сремских Карловцах Указа Патриарха Тихона и соединённого присутствия Священного синода и Высшего Церковного совета (№ 347 от 05 мая 1922 года) об упразднении ВРЦУ единственным из находившихся за границей и входивших в ВРЦУ архиереев принял указ к исполнению. В связи с отказом ВРЦУ и лично митр. Антония (Храповицкого) подчиниться Указу Патриарха подал митр. Антонию письменный протест. Кроме того, отказался поддержать «секретные постановления» архиереев о том, чтобы не принимать распоряжений Патриарха, если архиереям они «покажутся несвободными», а также о поддержке великого князя Николая Николаевича (в противовес генералу Врангелю).
Оставаясь Епископом армии и флота, удалился в 1922 году в монастырь Петковица (назван в честь великомученицы Параскевы-Пятницы) близ города Шабац в Сербии, наладил монастырскую жизнь и лично живописал серафимов на стене главного храма обители.

### Миссионерская деятельность в Карпатской Руси
В 1923 году архиепископ Пражский и всея Чехословакии Савватий (Врабец) пригласил владыку Вениамина для помощи в миссионерской деятельности и окормлении православных приходов Подкарпатской Руси. Владыка Вениамин ушёл с поста Епископа армии и флота и осенью 1923 года стал викарием архиепископа Савватия в Карпатской Руси, в связи с чем Архиерейский Синод РПЦЗ постановил считать его в юрисдикции Константинопольского Патриархата, «которому подчинена вновь образованная Карловацкая архиепископия».
Участвовал в первом съезде русской студенческой христианской молодежи в Прешове, проходившем с 1 по 8 октября 1923 года и положившем начало Русскому студенческому христианскому движению (РСХД).
Миссионерская деятельность владыки в Закарпатье продолжалась около восьми месяцев, за это время число приходов Константинопольской Патриархии в Карпатской Руси увеличилось там с 21 до 42. В поездках по Карпатской Руси владыка неоднократно, из-за отсутствия православных храмов, устраивал богослужения на открытом воздухе, в том числе — зимой на снегу. Проживал у местных жителей в Мукачеве. После того как у владыки закончились средства, пищу ему и хозяевам дома носила жена православного священника, служившего в одном из сёл Мукачевского округа.
Наблюдая положение карпатороссов, владыка написал через губернатора округа доклад, адресованный правительству Чехословакии, о дискриминации русского населения в Закарпатье. Деятельность епископа Вениамина в Карпатской Руси встречала препятствия со стороны чехословацких спецслужб, в частности, ему запрещалось посещать сёла. Кроме того, дом в Мукачеве, где он проживал, был подвергнут обыску. Несмотря на запреты и оказываемое давление, владыка продолжал миссионерскую деятельность до мая 1924 года, когда, несмотря на протесты духовенства, епископ Вениамин был выдворен из Чехословакии. Причиной послужило требование Королевства сербов, хорватов и словенцев, связанное с наличием в Закарпатье приходов Сербской православной церкви и возможностью возникновения осложнений в отношениях между Королевством сербов, хорватов и словенцев и Чехословакией.
После высылки из Чехословакии вернулся в Сербию и вновь поселился в монастыре Петковица. Осенью 1924 года был назначен законоучителем и духовником в Донской кадетский корпус в городе Билеча, где пользовался большой любовью воспитанников. Несмотря на давление руководства корпуса, владыка отказался совершать церковное поминовение самоубийцы А. М. Каледина в годовщину его смерти 11 февраля 1925 года, чем спас от суицида одного из преподавателей корпуса.

### Свято-Сергиевский православный богословский институт в Париже
Летом 1925 года по приглашению митрополита Евлогия (Георгиевского) приехал в Париж; исполнял обязанности инспектора в Свято-Сергиевском православном богословском институте. Преподавал пастырское богословие, литургику, сектоведение, славянский язык и Священное Писание Ветхого Завета.
В июне — июле 1925 года посетил Великобританию в связи с празднованием 1600-летия Первого Вселенского Собора.
Был приглашён на Зарубежный съезд части русской эмиграции (проходил с 4 по 11 апреля 1926 года в Париже), но отказался от участия, считая его проведение бесполезным и надуманным.
В 1926 году принял решение о переезде в СССР. С согласия митрополита Евлогия обратился в советское торгпредство в Париже с запросом. При этом на требование советской стороны осудить Белое движение ответил отказом, заявив, что лишь согласен признать советскую власть. Из Москвы был получен положительный ответ и указание выдать епископу Вениамину визу для въезда в СССР. За несколько часов до намеченного оформления документов на въезд получил срочное письмо от митрополита Евлогия, в котором последний умолял его не ехать в СССР, поскольку этот поступок мог иметь непредсказуемые последствия в среде белоэмигрантов. Епископ Вениамин отказался от возвращения, о чём в дальнейшем, по его словам, сожалел.
В конце 1926 года выехал в Королевство Сербов, Хорватов и Словенцев. Находясь в городе Бела Црква, был назначен законоучителем Крымского кадетского корпуса, начальником Богословско-пастырских курсов и стал настоятелем в русском приходе. 21 февраля ст. ст. 1927 года рукоположил в иеромонахи будущего архиепископа Иоанна (Шаховского).
Летом 1927 года третий раз удалился в монастырь Петковица.

### «Декларация» митрополита Сергия
Находясь в Петковице, получил известие о Послании заместителя Патриаршего местоблюстителя и Временного при нём патриаршего Священного синода «Православным Архипастырям, Пастырям и пасомым Московского Патриархата» от 29 июля 1927 года (так называемая «Декларация митрополита Сергия»). Кроме того, направленный митрополиту Евлогию указ митрополита Сергия (Страгородского) № 95 от 14 июля того же года предлагал тому и чрез его посредство всему заграничному духовенству дать подписку о политической лояльности советскому правительству. Отказавшиеся дать такую подписку подлежали увольнению из клира Московского патриархата.
С целью решения для себя вопроса о присоединении или неприсоединении к «Декларации» отслужил с 15 сентября по 24 октября 1927 года сорок Литургий, записав свои сомнения, размышления и выводы в дневник, известный как «Святый Сорокоуст».
10 ноября 1927 года дал подписку о лояльности (наряду с митрополитом Евлогием, который, однако, сопроводил свою подписку существенными оговорками), направив следующее послание митрополиту Сергию: «<…> даю обещание Православной Высшей Церковной Власти, что буду пребывать в повиновении ей, принимая к руководству и исполнению все её церковные указы и распоряжения, какие во имя и для блага Святой Православной Церкви будут издаваться; и обязуюсь согласовать с ними своё поведение за-границей».
По его просьбе митрополит Сергий разрешил ему увольнение на покой в скит Святого Саввы Сербского близ сербского монастыря Студеница.
В 1929 году по просьбе епископа Шабацкого Михаила (Урошевича) вернулся к настоятельству в монастыре Петковица, но осенью вновь был вызван архиепископом Евлогием, бывшим тогда в юрисдикции Московского Патриархата, в Париж для возобновления преподавательской деятельности в Свято-Сергиевском институте, вновь заняв должность инспектора и преподавателя.
После увольнения 10 июня 1930 года митрополитом Сергием Евлогия от управления русскими церквами в Западной Европе и поручения 24 декабря того же года временного управления церквами Московского Патриархата в Западной Европе митрополиту Литовскому Елевферию (Богоявленскому), в отличие от большинства клириков и паствы митрополита Евлогия, епископ Вениамин остался верным московскому Патриаршему Синоду (вновь оказавшись единственным русским архиереем в Западной Европе, занявшим такую позицию) и был вынужден покинуть Свято-Сергиевский институт (митрополит Евлогий в феврале 1931 года с большей частью паствы был принят в юрисдикцию Константинопольского Патриархата (См. статью Западноевропейский Экзархат русской традиции).

### Трёхсвятительское подворье в Париже
В марте 1931 года вместе с небольшой группой эмигрантов, оставшихся верными Московскому Патриархату, епископ Вениамин провёл епархиальное собрание, на котором было принято решение о создании прихода в честь трёх Вселенских святителей (Василия Великого, Григория Богослова, Иоанна Златоуста) и Тихона Задонского. На rue Pétel, 5 был арендован гараж, в его подвале устроен храм. Освящение и первое богослужение было совершено на Пасху 1931 года. Храм получил статус патриаршего подворья и стал известен как Трёхсвятительское подворье (Московского Патриархата). На верхнем этаже была устроена типография во имя отца Иоанна Кронштадтского. Клирики храма, включая епископа Вениамина, существовали исключительно на скудные пожертвования прихожан (как деньгами, так и продуктами питания).
В 1931—1933 годах владыка Вениамин — настоятель Трёхсвятительского подворья и викарий митрополита Виленского и Литовского Елевферия (Богоявленского), с 24 декабря 1930 года (временно) управляющего русскими приходами Московского Патриархата в Западной Европе.
Стараниями владыки к январю 1932 года удалось собрать средства на приобретение у продавца антиквариата Иверской-Парижской иконы Божией Матери (по всей вероятности — «выносной» список с Иверской иконы второй половины XVIII века).
19 апреля 1932 года был возведён в сан архиепископа.

### Экзарх Русской Церкви в США
В мае 1933 года по благословению митр. Сергия архиепископ Вениамин прибыл в Нью-Йорк для чтения лекций о православии, а также для выяснения позиции митрополита Платона (Рождественского) по отношению к Московской Патриархии. Митрополит Платон, формально отстранённый от управления Северо-Американскими приходами за неканоничные действия патриархом Тихоном в 1924 году, но возглавлявший фактически независимый от какой-либо юрисдикции Митрополичий округ в Северной Америке, от переговоров с архиепископом Вениамином уклонился. Определением временного патриаршего Священного Синода № 61 от 16 августа 1933 года митрополит Платон, как учинивший раскол, был запрещён в служении. 22 ноября 1933 года определением Священного Синода № 92 владыка Вениамин назначен архиепископом Алеутским и Северо-Американским, вступило в действие также имевшее условный характер определение Священного Синода от 22 марта 1933 года № 29 «О поручении Архиепископу Вениамину управления Северо-Американской епархией».
Начиная свою деятельность в качестве экзарха Русской церкви в Северной Америке, владыка Вениамин столкнулся с крайне неприязненным отношением со стороны многих православных верующих, подавляющее большинство которых поддержало митрополита Платона, и подвергался публичным оскорблениям с их стороны. Воспринимаемый как «красный» архиерей, митрополит Вениамин в числе прочих своих задач в Америке считал своей «индивидуальной миссией» защиту «твёрдого православия» и был весьма строг в канонических вопросах.
14 июня 1938 года возведён в сан митрополита «ввиду особого положения нашей маленькой епархии в Америке перед лицом воинствующих раскольников, а также в воздаяние самоотверженной готовности, с какой Преосвященный экзарх наш несёт тяжкие лишения, труды и поношения» (Указ от 14 июня 1938 года № 555).
К концу служения митрополита Вениамина в Северной Америке (1947) американский Экзархат Русской православной церкви насчитывал около 50 приходов.

### Вторая мировая война
После нападения Германии на Советский Союз выступал с призывами к русской эмиграции забыть разногласия и оказывать помощь СССР.
22 июня 1941 года в храме Серафимовского подворья Русской церкви в Нью-Йорке отслужил молебен Всем святым, в земле Российской просиявшим о даровании русскому народу победы над нацистами.
2 июля 1941 года выступил на митинге в Медисон-сквер-гарден. В своей речи владыка, в частности, сказал:

Я не политик, а простой наблюдатель. Но всякий знает, что момент наступил самый страшный и ответственный для всего мира. Можно и должно сказать, что от конца событий в России зависят судьбы мира. И особенно — рабочего мира. Пусть не думают, что я думаю о какой-то политической партии! Нет! Но о младшем брате нужно думать. И в России думают о нём и живут для него, как умеют. И потому нужно приветствовать намерение Президента и других государственных мужей о сотрудничестве с Россией в самый ближайший момент и во всякой форме.
— Речь митрополита Вениамина (Федченкова) в Медисон-сквер-гарден, Нью-Йорк, 02.07.1941
Возглавлял работу Медицинского комитета помощи России, собиравшего средства и медикаменты для нужд Красной армии; был активистом Международного комитета помощи России, Национального славянского конгресса.
Был избран Почётным председателем Русско-американского Комитета помощи России и получил право в любое время суток входить с докладом к президенту США.
Летом 1943 года состоялась встреча митрополита Вениамина с Генеральным консулом СССР в США Евгением Киселёвым, по совету которого владыка написал автобиографические очерки «На рубеже двух эпох».

### В СССР
В декабре 1944 года получил приглашение прибыть в Москву для участия в Поместном соборе 1945 года, созываемом для избрания Патриарха Московского и всея Руси после смерти патриарха Сергия. 31 января — 2 февраля 1945 года участвовал в Поместном соборе Русской православной церкви в Москве, выборах и интронизации патриарха Алексия I, после чего вернулся в США. В Москве впервые после 1920 года встретился с сестрой Надеждой Афанасьевной (умерла после 1955 года) — вдовой умершего в 1940 года настоятеля храма Тихвинской иконы Божией Матери в селе Алексеевском о. Фёдора Шебалина, с которой после эмиграции из России не только не встречался, но и не переписывался:177, 178.
30 июня 1945 года получил гражданство СССР.
18 июля 1947 года встречал в Нью-Йорке митрополита Григория (Чукова), прибывшего для переговоров о условиях восстановления общения между Североамериканской митрополией митрополита Феофила и Московским патрирхатом; согласно отчёту, составленному сотрудником Патриархии Львом Парийским проявил крайнюю непредусмотрительность в организации встречи и заявил митрополиту Григорию, что «считает себя лишним и вредным для дела примирения с Митрополитом Феофилом, поэтому ему надо уйти.».
21 августа 1947 года назначен митрополитом Рижским и Латвийским. 12 февраля 1948 года окончательно вернулся на Родину и 19 февраля — в Ригу. 25 февраля 1948 года совершил в Рижском кафедральном соборе Рождества Христова своё первое богослужение в качестве главы Рижской епархии. В июле участвовал в торжествах по случаю 500-летия автокефалии Русской православной церкви. С 6 ноября по 15 декабря вновь отслужил сорок литургий, записав свои мысли в дневник, ставший известным под названием «Сорокоуст на Родине».
14—16 июля 1950 года возглавил юбилейные торжества, посвящённые 100-летию Рижской епархии. 16 июля выступил с докладом «Современное положение православия в Латвии».
За время управления Рижской кафедрой добился разрешения на издание бюллетеня Рижской епархии «Вести», подготовил к открытию двухлетние пастырские курсы, устроил в Дубултах под Ригой скит (под видом архиерейской дачи) с храмом св. равноапостольного князя Владимира, где летом совершал богослужения.
В Латвии имел конфликты с местными уполномоченными Совета по делам РПЦ Н. П. Смирновым и его преемником А. А. Сахаровым. Вениамин пришёл к выводу об отсутствии свободы для Церкви в СССР, о чём заявил заместителю председателя Совета С. К. Белышеву. Уполномоченный А. А. Сахаров писал в Совет по делам Русской православной церкви: «митрополит Вениамин продолжает поддерживать активную переписку как с адресами в Советском Союзе, так и за границей. Поддерживает переписку с духовенством, репрессированным органами советской власти, находящимся в заключении, и оказывает ему материальную помощь. При возвращении из ссылки духовенства, отбывшего срок наказания, — оказывает ему материальную помощь и назначает на доходные приходы… оказывает материальную помощь семьям священнослужителей, репрессированных органами государственной безопасности республики за антисоветскую деятельность». Также Уполномоченному не нравилось, что Вениамин не желает участвовать в навязанной церкви государством «борьбе за мир». Уполномоченный доносил в конце 1950 года: «Заслуживает серьезного внимания высказывание митрополита Вениамина об участии духовенства в борьбе за мир, в частности в организациях и комитетах Сторонников Мира. При одном из визитов в ноябре 1950 г., касаясь этого вопроса, митрополит Вениамин высказался, что состояние мира не зависит от воли людей, за мир нельзя бороться, за него только можно молиться. В частности он указал, что выступления митрополита Николая по вопросам мира, в той части, где он указывает, что „борьба за мир есть осуществление заветов Христа“ — канонически неправильна. Из других источников мне известно, что среди приближенного духовенства митрополит Вениамин допускал более резкие высказывания против участия духовенства в международном движении за мир». По просьбе Уполномоченного Вениамин написал и распространил по епархии в начале 1951 года поздравление, в котором коснулся проблемы мира, но совсем не в том смысле, которого ждали от него советские власти. После этого Уполномоченный А. А. Сахаров и первый секретарь ЦК КП(б) Латвийской ССР Я. Э. Калнберзин просили Совет по делам РПЦ удалить Вениамина с рижской кафедры. В итоге Вениамин был смещён с Рижской кафедры.
27 марта 1951 года назначен митрополитом Ростовским и Новочеркасским. С 8 февраля 1954 года именовался митрополитом Ростовским и Каменским. За годы пребывания на Ростовской кафедре сблизился с архиепископом Лукой (Войно-Ясенецким). На ростовской кафедре особо не конфликтовал с местными Уполномоченными по делам РПЦ: подписался на государственный заем, активно принимал участие в подписке под воззванием Всемирного совета мира и дал благочинным указания разъяснять верующим о необходимости участия в этих подписках, а также «всегда охотно, лояльно выполнял советы, пожелания и указания уполномоченного Совета». Однако после того, как Вениамин разослал по епархии в октябре 1955 года доклад «Утешительное слово», в котором сообщил, что православная вера жива во всех слоях советского общества, несмотря на антирелигиозную кампанию, митрополита вызвали в Москву и по возвращении он сообщил, что уходит с кафедры.
28 ноября 1955 года назначен митрополитом Саратовским и Балашовским (с 26 декабря 1957 года — митрополит Саратовский и Вольский). В Совет по делам РПЦ на митрополита поступали многочисленные доносы; в конце 1956 года рассматривался вопрос о возбуждении против него уголовного дела. В начале 1956 года саратовский Уполномоченный Совета по делам РПЦ В. Филиппов писал в Совет, прося снять архиерея с кафедры: «За короткий период пребывания в Саратове митрополит Вениамин проявил себя как махровый реакционер, монархист, для которого чужды советский народ, родина, патриотизм, о чём он намекает и даже говорит в беседах со священниками, преподавателями и воспитанниками семинарии… По моему глубокому убеждению в лице митрополита Вениамина мы имеем дело с плохо замаскированным врагом советского государства и народа». Для проверки в Саратовскую область выехал старший инспектор Совета по делам РПЦ А. М. Пашкин. Проверяющий признал, что В. Филиппов вмешивается в дела церкви, но в конечном итоге пришёл к выводу, что митрополита надо устранить. 26 декабря 1957 года Совет по делам Русской православной церкви рекомендовал патриарху отправить Вениамина на пенсию.
20 февраля 1958 года митрополит Вениамин был уволен на покой с благословением пребывать в Псково-Печерском монастыре. 27 февраля владыка поселился в монастыре

### Последние годы жизни
Проживая в монастыре, совершал, когда позволяло состояние здоровья, богослужения и проповедовал в монастырских храмах, писал на различные духовные темы и редактировал написанное ранее, завершил начатую в США книгу «О вере, неверии и сомнении». Незадолго до кончины лишился дара речи. Есть данные, что митрополит Вениамин принял схиму.
4 октября 1961 года владыка Вениамин скончался. Отпевание совершил архиепископ Псковский и Порховский Иоанн (Разумов) с собором духовенства в Сретенском храме Псково-Печерского монастыря.
Митрополит Вениамин похоронен в пещерах монастыря. Место погребения окружено почитанием паломников и монастырской братии.

## Возможная канонизация
В конце XX века Псково-Печерский монастырь начал ходатайствовать о канонизации митрополита Вениамина. По состоянию на декабрь 2009 года вёлся сбор материалов для подготовки к прославлению владыки в лике преподобных отцов Псково-Печерских.

## Литературное наследие
Митрополит Вениамин оставил обширное наследие. Среди его трудов — работы, посвящённые догмату искупления, литургическому наследию Церкви, объяснению молитвы Господней, имяславию, жизнеописанию Иоанна Кронштадтского, Серафима Саровского, сокращение и дополнение «Житий» Димитрия Ростовского, дневники, мемуары и другие:880, 881. Как отмечает Алексей Светозарский, труды митрополита Вениамина «мемуарного жанра, написанные прекрасным языком, являются ценным источником по русской церковной и гражданской истории первой половины XX века».

## В искусстве
- Показан в первой серии фильма «Бег» как епископ Африкан (артист Николай Горлов), прибывший на фронт в ноябре 1920 года в одном вагоне с главкомом Русской армии П. Н. Врангелем.

## Труды
- На рубеже двух эпох. — М.: Правило Веры, 2004. — 848 с. — ISBN 5-94759-027-1.
- «А сердце говорит мне: верь!». — М.: Правило Веры, 2004. — 888 с. — ISBN 5-94759-026-4.
- Святый Сорокоуст. — М.: Сретенский монастырь, 2004. — 896 с. — ISBN 5-7533-0308-0.
- Митрополит Вениамин (Федченков). Послание ко всем русским людям в Америке. Непридуманные рассказы о войне. Дата обращения: 21 февраля 2010. Архивировано 28 февраля 2012 года.
- Автобиографическая записка митрополита Вениамина (Федченкова). ГАРФ. Ф. 6991. Оп. 7. Д. 27. Л. 2-2 об // Лекции по пастырскому богословию с аскетикой. — М.: Православный Свято-Тихоновский гуманитарный университет, 2006. — С. 341—347. — ISBN 5-7429-0013-9.
- «Побеждайте молитвой!»: письма митрополита Вениамина (Федченкова) Надежде Павлович: Вениамин, Н. А. Павлович: [подготовка текста Е. К. Романчук (Кузюк)]. — М.: ПСТГУ, 2020. — 220 c. — ISBN 978-5-7429-1294-1

## Сочинения в сети
- Митрополит Вениамин (Федченков). Библиотека. Православная Беседа. Дата обращения: 21 февраля 2010.
- Митрополит Вениамин (Федченков). Православная библиотека. Азбука веры. Дата обращения: 9 декабря 2016.